# Kulturhuset Hadsund

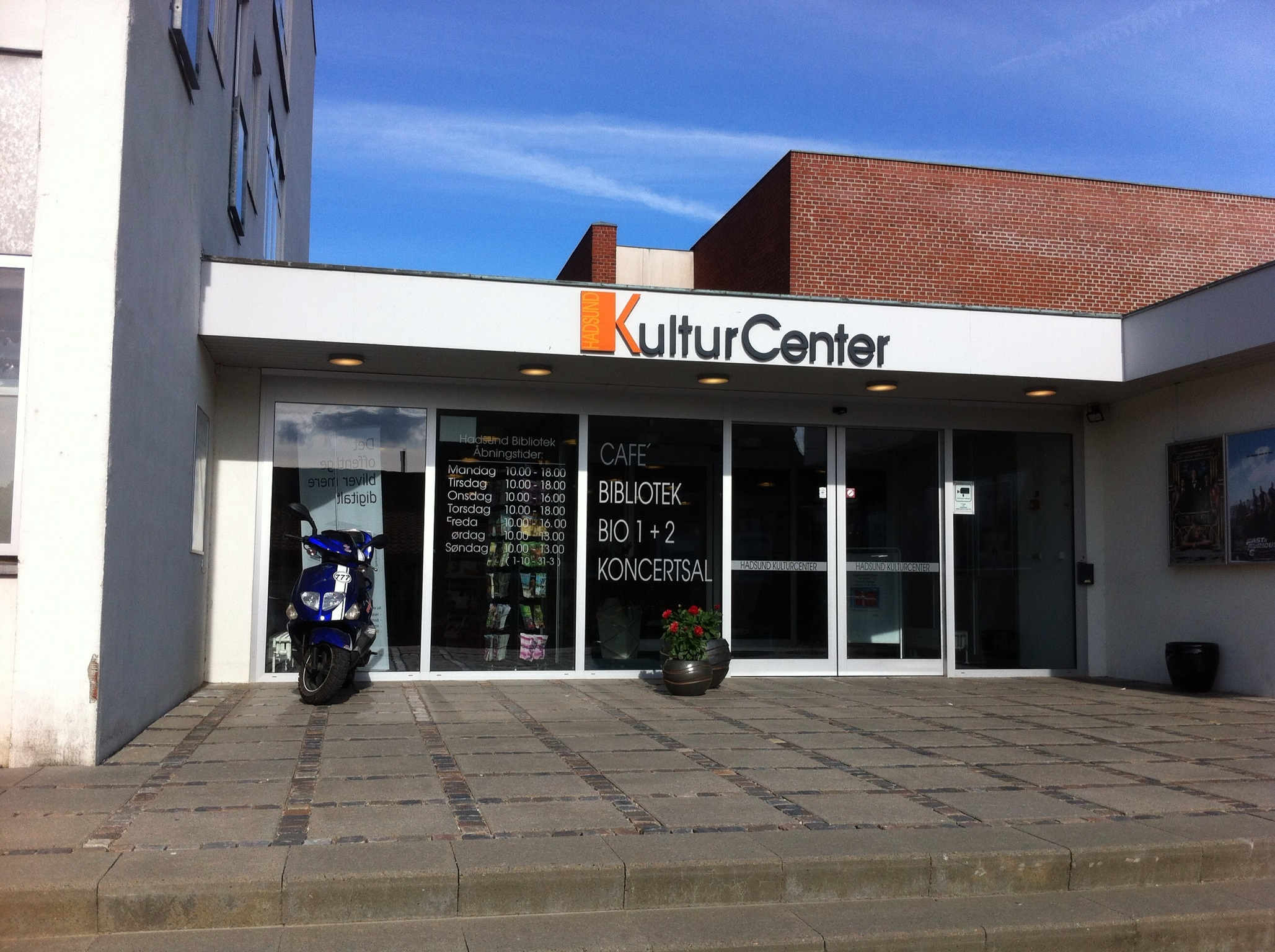
Hadsund Kulturcenter

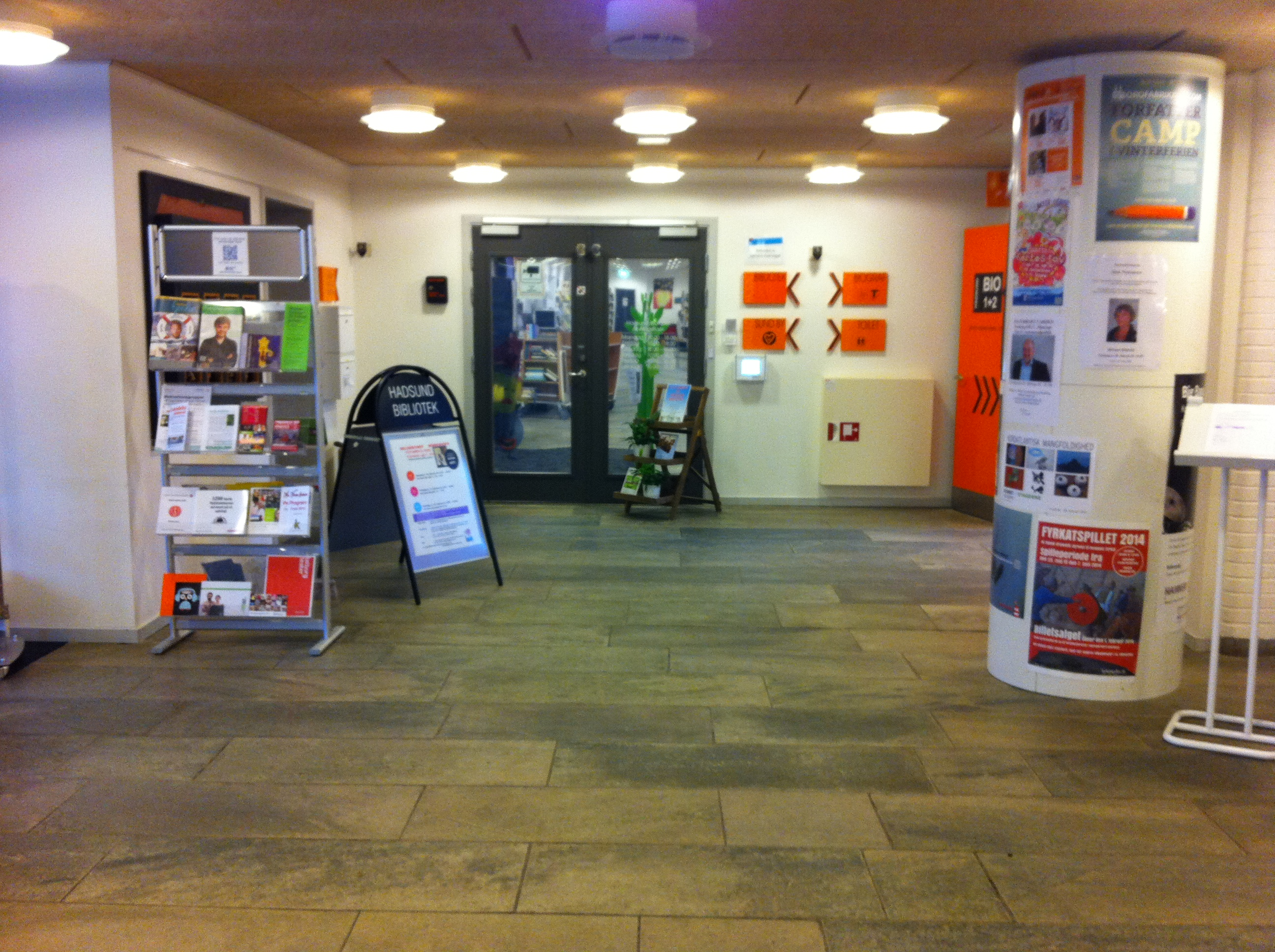
Hadsunds bibliotek i Hadsund kulturcenter

Hadsund Kulturcenter är ett kulturhus i Hadsund i Danmark. Centret ligger i en tidigare skolbyggnad från 1900, vilken ombyggdes 2006.
Kulturhuset innehåller bland annat en biograf i skolans tidigare simhall.